# Tekesuta Kousen
«Tekesuta Kousen» (テケスタ光線) es el quinto sencillo de la banda Oshare Kei: Antic Cafe, publicado en 2005 y perteneciente al álbum Shikisai Moment. Éste es el primer sencillo dentro de la campaña llamada Harajuku Sanbusaku.

## Lista de canciones
| CD  |                                  |          |  |
| N.º | Título                           | Duración |  |
| 1.  | «Tekesuta Kousen (テケスタ光線)» | 4:55     |  |